# 高橋 (江東区)
高橋（たかばし）は、東京都江東区の町名。丁番を持たない単独町名である。住居表示実施済区域。

## 地理
東京都江東区の北西部に位置し、深川地域内に当たる。小名木川の北岸に当たり、北から東にかけて森下、南では小名木川を跨いで白河、西南で小名木川を跨ぐ橋梁上の一点で清澄、西で常盤と接する。西辺を清澄通りが南北方向に縦走している。主に商店街として利用されている。

### 河川
- 小名木川 - 町名と同じ「高橋」と呼ばれる橋が架かる[5]。

## 歴史
大正期には都市スラム化しており、1921年（大正10年）に刊行された『東京市内の細民に関する調査』において前身のうち富川町・西町併せて2,416人の細民人口が計上されている。戦後の高度経済成長期までは簡易宿泊街（ドヤ街）が形成されており、貧困地域であった。ドヤ街は都市再開発のために現在は一部を残してほぼ解体されて、高橋および森下三丁目-五丁目に多く点在するビジネスホテル群にその名残が見られる。

### 地名の由来
町名は小名木川に架かる橋梁・高橋に由来する。この橋梁は小名木川に架けられており、東京都道463号上野月島線が通り、北岸の高橋と白河一丁目を結んでいる。橋長は43.8メートル。

### 沿革
- 1934年（昭和9年）：深川区東森下町の一部、東元町・富川町・西町の全部をもって深川高橋一丁目-五丁目とする。
- 1947年（昭和22年）：江東区に所属。
- 1971年（昭和46年）：深川高橋一丁目を高橋、深川高橋二丁目-五丁目を森下三丁目-五丁目とした。当初は森下三丁目に編入される予定であったが、住民の強い要望により深川高橋一丁目のみ高橋の名が残ることとなった。

## 世帯数と人口
2023年（令和5年）1月1日現在（東京都発表）の世帯数と人口は以下の通りである。
- 世帯数 : 1,080世帯
- 人口 : 1,620人

### 人口の変遷
国勢調査による人口の推移。
| 年                 | 人口  |
| ------------------ | ----- |
| 1995年（平成7年）  | 1,148 |
| 2000年（平成12年） | 1,087 |
| 2005年（平成17年） | 1,179 |
| 2010年（平成22年） | 1,210 |
| 2015年（平成27年） | 1,449 |
| 2020年（令和2年）  | 1,607 |

### 世帯数の変遷
国勢調査による世帯数の推移。
| 年                 | 世帯数 |
| ------------------ | ------ |
| 1995年（平成7年）  | 437    |
| 2000年（平成12年） | 478    |
| 2005年（平成17年） | 562    |
| 2010年（平成22年） | 638    |
| 2015年（平成27年） | 888    |
| 2020年（令和2年）  | 1,017  |

## 学区
区立小・中学校に通う場合、学区は以下の通りとなる（2023年4月時点）。
- 区域 : 全域
  - 小学校 : 江東区立深川小学校
  - 中学校 : 江東区立深川第一中学校

## 交通

### 鉄道
都営地下鉄大江戸線が清澄通りの地下を通るが駅は設置されていない。東京メトロ半蔵門線・都営大江戸線清澄白河駅、都営新宿線・都営大江戸線森下駅が徒歩で利用できる。

### バス
- 都営バス
  - 高橋停留所

### 道路
- 東京都道463号上野月島線（清澄通り）
- 高橋夜店通り

## 事業所
2021年（令和3年）現在の経済センサス調査による事業所数と従業員数は以下の通りである。
- 事業所数 : 72事業所
- 従業員数 : 416人

### 事業者数の変遷
経済センサスによる事業所数の推移。
| 年                 | 事業者数 |
| ------------------ | -------- |
| 2016年（平成28年） | 79       |
| 2021年（令和3年）  | 72       |

### 従業員数の変遷
経済センサスによる従業員数の推移。
| 年                 | 従業員数 |
| ------------------ | -------- |
| 2016年（平成28年） | 424      |
| 2021年（令和3年）  | 416      |

## 施設
- 江東区立深川小学校
- 江東区深川北子ども家庭支援センター

## その他

### 日本郵便
- 郵便番号 : 135-0005[3]（集配局 : 深川郵便局[19]）。